# Asian Le Mans Series 2021
Asian Le Mans Series 2021 är den nionde säsongen av den asiatiska långdistansserien för sportvagnar och GT-bilar, Asian Le Mans Series. Säsongen omfattar fyra deltävlingar som kördes under februari 2021.

## Tävlingskalender
| Datum            | Bana               | Segrare LMP2 – Team                         | Segrare LMP2 Am – Team                         | Segrare LMP3 - Team                        | Segrare GT – Team                           |
| Datum            | Bana               | Segrare LMP2 – Förare                       | Segrare LMP2 Am – Förare                       | Segrare LMP3 - Förare                      | Segrare GT – Förare                         |
| ---------------- | ------------------ | ------------------------------------------- | ---------------------------------------------- | ------------------------------------------ | ------------------------------------------- |
| 13 februari 2021 | Dubai Autodrome    | G-Drive Racing                              | Era Motorsport                                 | United Autosports                          | Precote Herberth Motorsport                 |
| 13 februari 2021 | Dubai Autodrome    | René Binder Ferdinand von Habsburg Ye Yifei | Andreas Laskaratos Dwight Merriman Kyle Tilley | Wayne Boyd Manuel Maldonado Rory Penttinen | Ralf Bohn Alfred Renauer Robert Renauer     |
| 14 februari 2021 | Dubai Autodrome    | G-Drive Racing                              | Era Motorsport                                 | United Autosports                          | GPX Racing                                  |
| 14 februari 2021 | Dubai Autodrome    | René Binder Ferdinand von Habsburg Ye Yifei | Andreas Laskaratos Dwight Merriman Kyle Tilley | Wayne Boyd Manuel Maldonado Rory Penttinen | Julien Andlauer Alain Ferté Axcil Jefferies |
| 19 februari 2021 | Yas Marina Circuit | Jota Sport                                  | Era Motorsport                                 | Nielsen Racing                             | GPX Racing                                  |
| 19 februari 2021 | Yas Marina Circuit | Tom Blomqvist Sean Gelael                   | Andreas Laskaratos Dwight Merriman Kyle Tilley | Colin Noble Anthony Wells                  | Julien Andlauer Alain Ferté Axcil Jefferies |
| 20 februari 2021 | Yas Marina Circuit | Jota Sport                                  | Era Motorsport                                 | United Autosports                          | Kessel Racing with Car Guy                  |
| 20 februari 2021 | Yas Marina Circuit | Tom Blomqvist Sean Gelael                   | Andreas Laskaratos Dwight Merriman Kyle Tilley | Wayne Boyd Manuel Maldonado Rory Penttinen | Mikkel Jensen Takeshi Kimura Côme Ledogar   |

## Slutställning
| Klass   | Förare                                         | Team                        |
| ------- | ---------------------------------------------- | --------------------------- |
| LMP2    | René Binder Ferdinand von Habsburg Ye Yifei    | G-Drive Racing with Algarve |
| LMP2 Am | Andreas Laskaratos Dwight Merriman Kyle Tilley | Era Motorsport              |
| LMP3    | Wayne Boyd Manuel Maldonado Rory Penttinen     | United Autosports           |
| GT      | Julien Andlauer Alain Ferté Axcil Jefferies    | Precote Herberth Motorsport |